# Hương An (phường)
Hương An là một phường thuộc thành phố Huế, Việt Nam.

## Lịch sử
Nguyên xưa đây là vùng thuộc đất Ulik của Vương quốc Champa. Năm 1306, quốc vương Champa Jaya Simhavarman III sai sứ sang cầu thân với nhà Trần và cắt 2 vùng đất Vuyar và Ulik dâng cho Đại Việt để làm quà hồi môn cưới công chúa Huyền Trân. Đại Việt tiếp nhận món quà này, đổi tên đất Vuyar thành Thuận Châu và đất Ulik thành Hóa Châu. Đến thời Lê, vùng này thuộc huyện Kim Trà, phủ Triệu Phong, xứ Thuận Hóa. Đến đầu nhà Nguyễn, huyện Kim Trà được đổi thành Hương Trà, đổi thuộc phủ Thừa Thiên. Địa bàn phường Hương An ngày nay, lúc bấy giờ thuộc tổng Phú Xuân, huyện Hương Trà, phủ Thừa Thiên.
Năm 1956, chính quyền Ngô Đình Diệm tổ chức hành chính thống nhất trên phần lãnh thổ Việt Nam Cộng hòa. Theo đó, phân chia và thành lập cấp xã mới. Địa bàn phường Hương An ngày nay gần tương ứng với địa bàn các xã Hương Chữ, Hương Sơ, đều thuộc quận Hương Trà. Xã Hương Sơ được đặt làm quận lỵ của quận Hương Trà.
Ngày 24 tháng 2 năm 1976, Chính phủ Cách mạng lâm thời Cộng hòa miền Nam Việt Nam ban hành Nghị định số 3/NQ/1976, hợp nhất các tỉnh Quảng Bình, Quảng Trị, Thừa Thiên và thành phố Huế thành tỉnh Bình Trị Thiên. Ngày 11 tháng 3 năm 1977, Hội đồng Chính phủ ban hành Quyết định số 62-CP, theo đó, huyện Hương Trà hợp nhất với 2 huyện Phong Điền và Quảng Điền thành huyện Hương Điền. Bấy giờ, các xã Hương Chữ, Hương Sơ, đều thuộc huyện Huơng Điền, tỉnh Bình Trị Thiên. 
Ngày 11 tháng 9 năm 1981, các xã Hương Hải, Hương Phong, Hương Vinh, Hương Sơ, Hương Long, Hương Hồ, Hương Bình, một phần xã Hương Thọ và một phần xã Hương Chữ được sáp nhập vào thành phố Huế. Phần địa giới của xã Hương Chữ nhập về thành phố Huế được sáp nhập vào xã Hương Hồ. Tuy nhiên, chỉ vài ngày sau, ngày 17 tháng 9 năm 1981, Hội đồng Bộ trưởng ban hành Quyết định 73-HĐBT, tách phần địa giới vừa được nhập vào xã Hương Hồ để thành lập xã Hương An.
Ngày 30 tháng 6 năm 1989, Quốc hội ban hành Nghị quyết tách tỉnh Bình Trị Thiên thành 3 tỉnh mới lấy tên là tỉnh Quảng Bình, tỉnh Quảng Trị và tỉnh Thừa Thiên Huế. Tháng 9 năm 1990, Hội đồng Bộ trưởng quyết định chia lại huyện Hương Điền thành ba huyện Phong Điền, Quảng Điền và Hương Trà; đồng thời chuyển 7 xã: Hải Dương, Hương Phong, Hương Vinh, Hương An, Hương Hồ, Hương Bình và Hương Thọ thuộc thành phố Huế về huyện Hương Trà quản lý. Địa bàn phường Hương An ngày nay, khi đó gần tương ứng với các xã Hương An (huyện Hương Trà) và Hương Sơ (thành phố Huế), đều thuộc tỉnh Thừa Thiên Huế.
Ngày 27 tháng 3 năm 2007, Chính phủ ban hành Nghị định số 44/2007/NĐ-CP, theo đó, xã Hương Sơn được tổ chức thành 2 phường mới là An Hòa và Hương Sơ (mới). Ngày 15 tháng 11 năm 2011, Chính phủ ban hành Nghị quyết 99/NQ-CP chuyển huyện Hương Trà thành thị xã Hương Trà. Đồng thời, chuyển thị trấn Tứ Hạ và 6 xã Hương An, Hương Chữ, Hương Hồ, Hương Văn, Hương Vân, Hương Xuân thành 7 phường có tên tương ứng. Địa bàn phường Hương An ngày nay, khi đó gần tương ứng với các phường Hương An (thị xã Hương Trà) và An Hòa, Hương Sơ (thành phố Huế), đều thuộc tỉnh Thừa Thiên Huế.
Ngày 27 tháng 4 năm 2021, Ủy ban Thường vụ Quốc hội ban hành Nghị quyết số 1264/NQ-UBTVQH14 (nghị quyết có hiệu lực từ ngày 1 tháng 7 năm 2021). Theo đó, chuyển phường Hương An về thành phố Huế quản lý. 
Ngày 30 tháng 11 năm 2024, Quốc hội ban hành Nghị quyết số 175/2024/QH15 về việc thành lập thành phố Huế trực thuộc trung ương trên cơ sở toàn bộ diện tích và dân số tỉnh Thừa Thiên Huế. Cùng ngày, Ủy ban Thường vụ Quốc hội ban hành Nghị quyết số 1314/NQ-UBTVQH15 về việc sắp xếp đơn vị hành chính cấp huyện, cấp xã của thành phố Huế giai đoạn 2023 – 2025. Theo đó, các phường Hương An, Hương Sơ và An Hòa trực thuộc quận Phú Xuân mới thành lập thuộc thành phố Huế.
Ngày 16 tháng 6 năm 2025, Ủy ban Thường vụ Quốc hội ban hành Nghị quyết số 1675/NQ-UBTVQH15 về việc sắp xếp đơn vị hành chính cấp xã của thành phố Huế năm 2025. Theo đó, sáp nhập toàn bộ diện tích tự nhiên, quy mô dân số của các phường An Hòa, Hương Sơ và Hương An thành phường mới có tên gọi là phường Hương An.